# Other Voices (album de The Doors)
Other Voices este un album de studio din 1971 al trupei rock, The Doors.

## Tracklist
1. "In The Eye of The Sun" (4:48)
2. "Variety Is The Spice of Life" (2:50)
3. "Ships with Sails" (7:38)
4. "Tightrope Ride" (4:15)
5. "Down on The Farm" (4:15)
6. "I'm Horny, I'm Stoned" (3:55)
7. "Wandering Musician" (6:25)
8. "Hang On to Your Life" (5:36)

- Toate cântecele au fost scrise de Robby Krieger, John Densmore și Ray Manzarek.

## Single-uri
- "Tightrope Ride" (1971)

## Componență
- John Densmore - baterie
- Robby Krieger - chitară, voce, muzicuță
- Ray Manzarek - claviaturi, voce, claviaturi-bas (mai precis Fender Rhodes Piano Bass)